# Teluk Dalem
Teluk Dalem is een bestuurslaag in het regentschap Lampung Timur van de provincie Lampung, Indonesië. Teluk Dalem telt 4807 inwoners (volkstelling 2010).